# Nectaroscordum dioscoridis
Nectaroscordum dioscoridis là một loài thực vật có hoa trong họ Liliaceae. Loài này được (Sibth. & Sm.) Stank. miêu tả khoa học đầu tiên.